# Чёрный блок

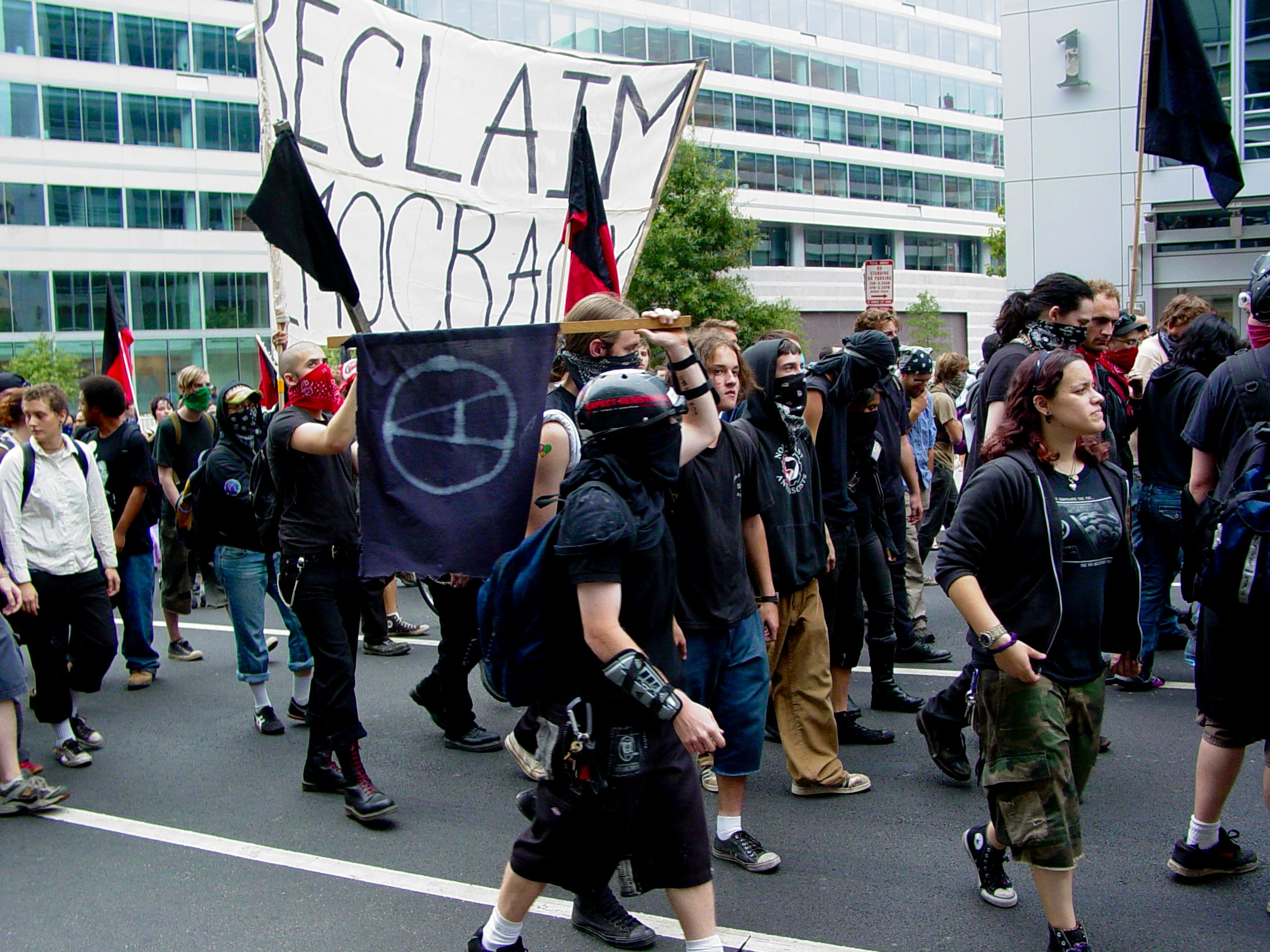
Марш Чёрного блока

Чёрный блок — это тактика протестов и демонстраций, при которой участники носят чёрную одежду, шарфы, маски, тёмные очки и прочие объекты, скрывающие и защищающие лицо. Чёрная одежда используется для достижения монолитности толпы в глазах обычных граждан — в одежде, лозунгах и идеях. Тактика предусматривает скрытие лиц масками, повязками для анонимности, усложнения преследования властями и защиты от слезоточивого газа, используемого полицией для борьбы с протестующими .

## История появления
Концепция «Чёрного блока» впервые была разработана в конце 1980 года в Западной Германии как ответ на полицейскую жестокость. В июне 1980 полицией был разогнан лагерь протеста против захоронения ядерных отходов в Горлебене. Это нападение на 5000 мирных протестующих и послужило толчком к принятию на вооружение насильственных методов бывшими пацифистами.
Позже, в декабре 1980, правительством Западного Берлина были инициированы массовые аресты. Сквоттеры сопротивлялись путём захвата новых сквотов в ответ на выселение старых. За массовыми арестами сквоттеров последовали демонстрации, охватившие множество городов. Когда в Берлине прошла демонстрация, насчитывавшая порядка 17000 участников, которые захватили улицы и громили элитные магазины, этот день прозвали «Чёрной пятницей». Тогда и был применён первый опыт тактики с одинаковой чёрной одеждой и масками, позволяющей лучше сопротивляться полиции и избежать опознания. Немецкие СМИ их прозвали «Чёрным блоком» (der schwarze Block).

## Тактика
Тактика Чёрного блока может включать в себя вандализм, беспорядки, уличные бои, демонстрации, оказание помощи в побеге заключённым, оказание помощи пострадавшим от рук властей, строительство баррикад и нападения на полицию, уничтожение имущества банков, административных зданий, торговых точек, автозаправочных станций.

## Распространённость среди политических движений
Тактику Чёрного Блока используют левые движения: радикальные анархисты, либертарные социалисты, антифашисты и эко-активисты.
Изредка внешние атрибуты Чёрного Блока (например, построение в плотные "коробки" во время шествий) копируют малочисленные группы ультраправых скинхедов, так называемые "Анти-антифа".
В России "Чёрный Блок" – самоназвание московской группы националистов. Его участники были обвинены в создании экстремистского сообщества и участия в нём. В марте 2021 года трое фигурантов признали вину в суде и были приговорены к условным срокам и штрафам.